# Volta a Llombardia 1957
La Volta a Llombardia 1957 fou la 51a edició de la Volta a Llombardia. Aquesta cursa ciclista organitzada per La Gazzetta dello Sport es va disputar el 20 d'octubre de 1957 amb sortida i arribada a Milà després d'un recorregut de 240 km.
La prova va estar a punt de no disputar-se per un problema amb els patrocinadors. Diversos conjunts es queixen de la publicitat de l'equip Peugeot-BP-Dunlop perquè no la consideren reglamentària. Així les esquadres Leo-Chlorodont, Arbos-Bif Welter, Faema-Guerra, Asborno-Frejus i Carpano-Coppi decideixen no prendre part en la competició. Per embolicar més la troca, el líder del Peugeot-BP-Dunlop i favorit a la victòria, Rik Van Steenbergen, abandona en els primers quilòmetres.
Així, amb una participació molt reduïda és l'italià Diego Ronchini (Bianchi) qui guanya la cursa en imposar-se en l'esprint final als seus compatriotes Bruno Monti (Atala) i Aurelio Cestari (Lygie).

Miquel Poblet (Ignis-Doniselli) és el primer català a acabar entre els deu primers de la classificació general tot i trencar els frens abans de la pujada a Madonna del Ghisallo, la qual cosa li provoca que hagi de frenar amb els peus i les mans. 

## Desenvolupament
La cursa s'inicia al Velòdrom Vigorelli a les 9:31 sent la sortida real a MilàVialba. Durant els primers quilòmetres es produeixen diversos intents de fuga que fracassen al cap de poc. Emilio Bottecchia juntament amb Miquel Poblet i Juan Campillo ho proven de sortida, Mario Tosato ho intenta a Gerenzano (km. 17), després és Waldemaro Bartolozzi qui salta del gran grup i en Tradete escapen novament Poblet i Botecchia acompanyats aquest cop per Cleto Maule però són neutralitzats en la pujada a Barcolina (km. 37).
Els corredors es calmen fins que disputen una prima que dona Ignis a Comerio, seu de la seva fàbrica, que guanya un corredor del seu equip: Poblet.
Novament regna la tranquil·litat i només l'incansable Bottecchia roda fugat juntament amb Peppino Dante però tots dos són absorbits pel gran grup abans de Madonna del Ghisallo. En aquesta pujada es produeixen diversos atacs i pel seu cim (60 km a meta) passen Diego Ronchini, Bruno Monti i Aurelio Cestari amb 1' 07" sobre Angelo Conterno, 1' 37" sobre Marcel Rohrbach i dos minuts i mig sobre el grup on va Miquel Poblet.
Ronchini, Monti i Cestari aconsegueixen mantenir les distàncies respecte a un grup perseguidor format per André Vlayen, Raymond Impanis, André Darrigade, Angelo Conterno, Cleto Maule i Jacques Anquetil i es juguen entre ells la victòria a l'esprint sent el més ràpid Ronchini.

## Classificació general
|    | Ciclista              | Equip             | Temps      |
| -- | --------------------- | ----------------- | ---------- |
| 1  | Diego Ronchini (ITA)  | Bianchi           | 6h 09' 45" |
| 2  | Bruno Monti (ITA)     | Atala             | m. t.      |
| 3  | Aurelio Cestari (ITA) | Lygie             | m. t.      |
| 4  | André Vlayen (BEL)    | Peugeot-BP-Dunlop | + 16"      |
| 5  | Raymond Impanis (BEL) | Peugeot-BP-Dunlop | m. t.      |
| 6  | André Darrigade (FRA) | Helyett           | m. t.      |
| 7  | Angelo Conterno (ITA) | Bianchi-Pirelli   | m. t.      |
| 8  | Cleto Maule (ITA)     | Torpano           | + 52"      |
| 9  | Dino Bruni (ITA)      | Bianchi-Pirelli   | + 5' 27"   |
| 10 | Miquel Poblet (ESP)   | Ignis-Doniselli   | m. t.      |